# Megacepon choprai
Megacepon choprai är en kräftdjursart som beskrevs av George 1946. Megacepon choprai ingår i släktet Megacepon och familjen Bopyridae. Inga underarter finns listade i Catalogue of Life.